# Eleição municipal de Paulista (Pernambuco) em 2024
A eleição municipal da cidade de Paulista em 2024, cujo primeiro turno se deu no dia 6 de outubro e o segundo turno no dia 27 de outubro, elegeu um prefeito, um vice-prefeito e 15 vereadores para a administração da cidade, que se iniciou em 1º de janeiro de 2025 e terminará em 31 de dezembro de 2028.

## Calendário eleitoral
| Início        | Fim           | Atividades | Status    |
| ------------- | ------------- | --- | --------- |
| 7 de março    | 5 de abril    | Janela partidária para vereadores trocarem de partido visando concorrer às eleições sem perder o mandato. | Realizado |
| 6 de abril    | 6 de abril    | Data-limite para todas as legendas e federações partidárias obterem o registro dos estatutos no TSE e para todos os candidatos terem domicílio eleitoral na circunscrição em que desejam disputar as eleições com a filiação deferida pelo partido. | Realizado |
| 15 de maio    | 15 de maio    | Início da campanha de arrecadação prévia de recursos na modalidade de financiamento coletivo para pré-candidatos, sem realização de pedidos de voto e obedecendo a regras relativas à propaganda eleitoral na Internet.                             | Realizado |
| 20 de julho   | 5 de agosto   | Realização de convenções partidárias para deliberar sobre coligações e escolher candidatos às prefeituras e aos cargos de vereador. Os partidos têm até 15 de agosto para registrar os nomes na Justiça Eleitoral.                                  | Realizado |
| 16 de agosto  | 16 de agosto  | Início das campanhas eleitorais de forma igualitária, podendo qualquer publicidade ou manifestação com pedido explícito de voto antes da data ser considerada irregular e multada.                                                                  | Realizado |
| 30 de agosto  | 3 de outubro  | Veiculação da propaganda eleitoral gratuita no rádio e na televisão. | Realizado |
| 6 de outubro  | 6 de outubro  | Realização do primeiro turno das eleições municipais. | Realizado |
| 11 de outubro | 25 de outubro | Veiculação da propaganda eleitoral gratuita no rádio e na televisão para o segundo turno. | Realizado |
| 27 de outubro | 27 de outubro | Realização de um eventual segundo turno nas cidades com mais de 200 mil eleitores em que o candidato a prefeito mais votado não tenha atingido a metade mais um dos votos válidos.                                                                  | Realizado |

## Candidatos à prefeitura
| Nº | Prefeito(a)  | Prefeito(a)             | Prefeito(a)       | Vice-prefeito(a) | Vice-prefeito(a) | Vice-prefeito(a)  | Vice-prefeito(a)  | Coligação Partido(s) | Ref.  |
| Nº | Candidato(a) | Candidato(a)            | Partido Federação | Candidato(a)     | Candidato(a)     | Candidato(a)      | Partido Federação | Coligação Partido(s) | Ref.  |
| -- | ------------ | ----------------------- | ----------------- | ---------------- | ---------------- | ----------------- | ----------------- | --- | ----- |
| 11 |              | Lívia Álvaro            | PP                |                  |                  | Alexandre Fidelis | PP                | Sem coligação | [ 3 ] |
| 12 |              | Francisco Padilha       | PDT               |                  |                  | Aron Gomes        | PT FE Brasil      | A Mudança que Paulista Quer PDT, FE Brasil (PT, PCdoB e PV)                                                               | [ 4 ] |
| 22 |              | Edinho Faz              | PL                |                  |                  | Marinalva         | PL                | Sem coligação | [ 5 ] |
| 28 |              | Maurílio Feitosa O Novo | PRTB              |                  |                  | Fernando Cunha    | PRTB              | Sem coligação | [ 6 ] |
| 33 |              | Souza Vigilante         | Mobiliza          |                  |                  | Amaral            | Mobiliza          | Sem coligação | [ 7 ] |
| 40 |              | Junior Matuto           | PSB               |                  |                  | Irmã Iolanda      | Avante            | Frente de Mobilização e Resgate do Paulista Avante, Agir, PMB, Republicanos, UNIÃO, Fed. PSOL REDE (PSOL, REDE), DC e PSB | [ 8 ] |
| 45 |              | Ramos                   | PSDB              |                  |                  | Felipe Andrade    | PSD               | A Força da Mudança MDB, PODE, PRD, NOVO, PSD e Fed. PSDB Cidadania (PSDB, Cidadania)                                      | [ 9 ] |

## Resultados

### Prefeito
Fonte: TSE
| Candidato(a) a prefeito(a)     | Candidato(a) a vice-prefeito(a) | 1º turno 6 de outubro de 2024 | 1º turno 6 de outubro de 2024 | 2º turno 27 de outubro de 2024 | 2º turno 27 de outubro de 2024 |
| Candidato(a) a prefeito(a)     | Candidato(a) a vice-prefeito(a) | Votação                       | Votação                       | Votação                        | Votação                        |
| Candidato(a) a prefeito(a)     | Candidato(a) a vice-prefeito(a) | Total                         | %                             | Total                          | %                              |
| ------------------------------ | ------------------------------- | ----------------------------- | ----------------------------- | ------------------------------ | ------------------------------ |
| Ramos (PSDB)                   | Felipe Andrade (PSD)            | 74.092                        | 44,36%                        | 120.228                        | 73,36%                         |
| Junior Matuto (PSB)            | Irmã Iolanda (Avante)           | 51.213                        | 30,66%                        | 43.656                         | 26,64%                         |
| Lívia Álvaro (PP)              | Alexandre Fidelis (PP)          | 15.784                        | 9,45%                         | Não participaram               | Não participaram               |
| Edinho Faz (PL)                | Marinalva (PL)                  | 15.328                        | 9,18%                         | Não participaram               | Não participaram               |
| Francisco Padilha (PDT)        | Aron Gomes (PDT)                | 6.742                         | 4,04%                         | Não participaram               | Não participaram               |
| Souza Vigilante (Mobiliza)     | Amaral (Mobiliza)               | 3.651                         | 2,19%                         | Não participaram               | Não participaram               |
| Maurílio Feitosa O Novo (PRTB) | Fernando Cunha (PRTB)           | 209                           | 0,13%                         | Não participaram               | Não participaram               |
| Total de votos válidos         | Total de votos válidos          | 167.019                       | 100%                          | 163.884                        | 100%                           |
| → Votos válidos                | → Votos válidos                 | 167.019                       | 87,85%                        | 163.884                        | 91,55%                         |
| → Votos brancos                | → Votos brancos                 | 9.813                         | 5,16%                         | 5.655                          | 3,16%                          |
| → Votos nulos                  | → Votos nulos                   | 13.285                        | 6,99%                         | 9.481                          | 5,30%                          |
| Total de votos                 | Total de votos                  | 190.117                       | 100%                          | 179.020                        | 100%                           |
| → Total de votos               | → Total de votos                | 190.117                       | 80,83%                        | 179.020                        | 76,11%                         |
| → Abstenções                   | → Abstenções                    | 45.096                        | 19,17%                        | 56.193                         | 23,89%                         |
| Eleitores aptos a votar        | Eleitores aptos a votar         | 235.213                       | 100%                          | 235.213                        | 100%                           |

### Vereadores eleitos
Fontes: TSE e G1
| Candidato(a)           | Partido      | Votos | %     |
| ---------------------- | ------------ | ----- | ----- |
| Raul                   | PCdoB        | 6.988 | 4,07% |
| Marcelly da Aquarela   | Republicanos | 5.186 | 3,02% |
| João Pereira           | PSB          | 4.619 | 2,69% |
| Fabiano Paz            | PSB          | 4.341 | 2,53% |
| Dr. Vinicius Campos    | MDB          | 3.807 | 2,21% |
| Eudes Farias           | MDB          | 3.770 | 2,19% |
| George Freitas         | PT           | 3.665 | 2,13% |
| Fernanda de Edinho     | PL           | 3.474 | 2,02% |
| Nilson da Irmã Iolanda | PSB          | 3.373 | 1,96% |
| Robertinho             | PSB          | 3.316 | 1,93% |
| Alemão                 | PCdoB        | 3.266 | 1,90% |
| Kennyo Miguel          | PSDB         | 2.800 | 1,63% |
| Susy Racinha           | Republicanos | 2.718 | 1,58% |
| Jonas da Prestaçao     | Republicanos | 2.462 | 1,43% |
| Junior da Irmã Linda   | UNIÃO        | 1.574 | 0,92% |